# Mega Man Zero 4
Mega Man Zero 4, conocido en Japón como Rockman Zero 4 (ロックマン ゼロ4 Rokkuman Zero Fō?), es un videojuego creado por Keiji Inafune, desarrollado por Inti Creates y Natsume, distribuida por la compañía Capcom para la consola Game Boy Advance en 21 de abril del año 2005 solo en Japón. Y es el cuarto y último juego de la serie, y la quinta serie de la Franquicia de Mega Man.

## Argumento
Un tiempo después, Zero y la Resistencia han enfrentado la amenaza que representa Neo Arcadia y su líder, Dr. Weil. Ahora, los humanos, que vivían en su utopía de Neo Arcadia, han comenzado a observar la maldad de Weil y deciden escapar de la ciudad en busca de un lugar llamado "Area Zero" donde alguna vez se estrelló la colonia Eurasia (evento presente en Megaman X5), como producto de la falta de intervención humana y reploide, la naturaleza ha vuelto a tomar su curso.
Weil no está dispuesto a permitir que los humanos obtengan su libertad y envía a su armada de ocho guerreros al mando de un reploide comandante llamado Craft para cazar a los escapados, atacar y destruir Area Zero.

### Historia
Ahora que X ya no puede interferir, Zero debe una vez más enfrentarse a Neo Arcadia para defender a los humanos, pero éstos están cansados de la existencia de los reploides, pues ellos creen que los reploides solo generan guerras, debido a esto, ellos no confían en Zero ni en la Resistencia. Ignorándolos, Zero decide hacer frente a Craft antes que sus tropas destruyan la naturaleza en el Área 0, para ello debe derrotar a los ocho reploides enviados por Weil.
Al final, todo se revela como una gran distracción que tiene como propósito permitir al Dr. Weil reorientar y terminar una plataforma espacial llamada "Ragnarok", la cual disparará contra Area Zero y con ello destruirá la Resistencia, humanos, reploides y a Zero, dejando a Weil como líder indiscutible. Craft se rebelará ante Weil pues piensa que tal manera de pensar no es la correcta para controlar a los humanos, redirigiendo el cañón a Weil y Neo Arcadia, pero aun así tendrá que pelear contra Zero.
Aunque Zero logra detener a Craft, Ragnarok ya había sido disparado y destruye Neo Arcadia por completo. Zero debe volver a la plataforma espacial para averiguar cómo es posible que la plataforma siga operativa. Zero encuentra a Weil quien le revela que como es un androide modificado para vivir por siempre, no puede morir; el ataque a Neo Arcadia no le afectó. Weil considera que solo él es digno de dirigir a los humanos y a los reploides y planea demostrarlo estrellando Ragnarok contra la tierra para destruir lo que queda de la naturaleza y convertirse en la única fuerza capaz de preservar a los humanos. Zero decide enfrentarlo para destruir el núcleo de su cuerpo mecánico y con ello detonar a Ragnarok antes que penetre la atmósfera de la Tierra. Pero la batalla se lleva todo de Weil y Zero cuando Ragnarok penetra la atmósfera de la tierra y la explosión del núcleo la desintegra por completo. Ciel, la Resistencia, y los humanos que escaparon hacia el Área Zero solo pueden observar la lluvia de los fragmentos de Ragnarok y esperar que, tras preservar esta nueva paz entre Humanos y Reploides, algún día, X y Zero regresen. Al final, se ve el dañado casco de Zero, tirado en el desierto con algunos fragmentos de lo que fue Ragnarok. Este último hecho, conlleva a la temática de Mega Man ZX, donde Ciel, utilizando los restos de X (dejados en Mega Man Zero 2 cuando Elpizo destruye el cuerpo original de X en la escena y batalla final), los restos de Zero (su casco, luego de que Ragnarok explotara), los restos de los 3 guardianes (cuando los guardianes mueren en la explosión de Omega al ser derrotado por Zero definitivamente) y Phantom (dejados en Mega Man Zero 1, cuando Zero lo derrota por segunda vez) crea el Modelo X, Modelo Z, Modelo H, Modelo F, Modelo P y Modelo L, dónde de nueva cuenta se muestra la capacidad de una analogía con X y Zero para absorber poderes enemigos.

### Z-Knuckle
Una nueva arma para Zero reemplaza al Rod y Boomerang: se trata del Z-Knuckle el cual es un chip que, implementado en la palma de una de las manos de Zero, le permite "capturar" armas del enemigo y usarlas para él mismo. Por ejemplo, al derrotar a un enemigo cañón con el Z-Knuckle, es posible obtener su disparador. Algunas de las armas tienen un número limitado de usos, mientras que otras, particularmente las "piezas de escudo", son infinitas. La cantidad de usos puede recuperarse con un chip de armadura especial "Auto-Filling".
Es posible usar el botón "Select", o seleccionar el arma en el menú, para descartarla y seguir usando el Z-Knuckle normalmente.
Un arma puede ser preservada por toda una misión, pero se pierde al salir de ésta. No se pierde al perder una vida o acabarse el número de usos (exc. piezas de tipo granada).

### Sistema de Piezas
Algunas de las piezas arrojadas por los enemigos al derrotarlos pueden ser entregadas al científico Cerveau para obtener ítems especiales, particularmente piezas de la armadura de Zero que entregan habilidades especiales.

### Cyber Elf
Esta vez se tiene un único ‘‘‘Cyber Elf’’’ que posee habilidades de todos los Cyber Elves, con un sistema de niveles para aumentar sus capacidades. El nombre por defecto es Croire (significa creer).

### Control del Clima
Una nueva característica de este juego es que los 8 escenarios principales están sujetos a un "control de clima". Este control permite acceder a cada escenario con dos climas posibles: un clima "normal", y un clima "conveniente" (para Zero), en el cual los enemigos y jefes no operan a plena capacidad. Algunos escenarios cambian en base al clima (nieve derretida, viento más fuerte, etc). Además el comportamiento de los jefes cambia con el clima.
Terminar una de las 8 misiones principales con un clima "conveniente" resta puntos al total de la misión y no se obtendrá el EX Skill del jefe.

### Misiones
Esta vez hay dos escenas introductorias, de las que la segunda, Area 0 es rejugable. 
Aunque los 8 escenarios están disponibles desde el inicio, deben ser jugados en dos tandas de 4, separadas por misiones especiales de carácter obligatorio. 
Los escenarios finales, son todos rejugables, a excepción del último.
Una de las misiones especiales no es rejugable. Además algunas de las áreas normales no son completamente rejugables una vez completadas.
Índice de Misiones:
| Misión                                                | Escenario                               | Jefe                     |
| ----------------------------------------------------- | --------------------------------------- | ------------------------ |
| "Proteger a la Caravana" (no rejugable)               | Caravana                                | Desert Core              |
| "Proteger Área Zero"                                  | Área Zero, sección de ruinas            | Carnage Force            |
| "Detener Sistema de Seguridad"                        | Ciudad Viviente                         | Popla Cockapetri         |
| "Evitar Propagación Reploids"                         | Bosque Subterráneo                      | Noble Mandrago           |
| "Desactivar Cañón"                                    | Cañón de Partículas                     | Heat Genblem             |
| "Detener Nanomáquinas"                                | Laboratorio Criogénico                  | Fenri Lunaedge           |
| "Destruir Sistema de Calentamiento"                   | Torre de Sol                            | Sol Titanion             |
| "Evitar Contaminación Lluvia Ácida"                   | Jardines del Cielo                      | Pegasolta Eclair         |
| "Evitar Propagación Señal Disruptora"                 | Zona Magnética                          | Mino Magnus              |
| "Alcanzar y Detener Submarino" [1] (no rejugable)     | Zona Submarina                          | (sin jefe)               |
| "Alcanzar y Detener Submarino" [2]                    | Submarino                               | Tech Kraken              |
| Misión Especial: "Proteger Campamento" (no rejugable) | Área Zero, campamento                   | Craft                    |
| Misión Especial: "Rescatar a Neige"                   | Prisión [1]                             | El Gigante               |
| Misión Especial: "Escape" (no rejugable)              | Prisión [2]                             | (sin jefe)               |
| Ragnarok: "Detener a Craft y al Cañón Espacial"       | Ragnarok, área de control               | Craft                    |
| Ragnarok: "Liberar 4 Controles de Transportación"     | Neo Arcadia, Sistema de Transportación  | Randam Bandam            |
| Ragnarok: "Eliminar Software de Cortafuego"           | Cyberspace (Circuito de Transportación) | Cyball                   |
| Misión Final: "Detener Satélite Ragnarok"             | Ragnarok Core                           | Dr. Weil + Ragnarok Core |

### Jefes
Los jefes son los Einherjar Hachitous/ Ocho Guerreros Eienherjar: 
- Noble Mandrago (planta mandrágora), Pegasolta Eclair (pegaso), Mino Magnus (minotauro), Fenri Lunaedge (fenrir), Sol Titanion (mariposa de fuego), Tech Kraken (kraken), Popla Cocapetri (cocatriz), Heat Genblem (genbu);
- las misiones especiales tienen jefes Craft y Guardián.

A diferencia del juego anterior, para poder obtener las EX-Skill de los jefes, solo basta enfrentarlos en un clima normal; sin embargo esto hace que los escenarios les sean más convenientes. Hay 8 habilidades, 4 para el Buster y 4 para el Z-Saber, siendo una de cada tipo (hielo, trueno, fuego) más una "no-elemental".